# Mittenothamnium capillirameum
Mittenothamnium capillirameum är en bladmossart som beskrevs av Jules Cardot 1913. Mittenothamnium capillirameum ingår i släktet Mittenothamnium och familjen Hypnaceae. Inga underarter finns listade i Catalogue of Life.